# Jean René Constant Quoy
Jean René Constant Quoy (Maillé, Maillezais, 10 de noviembre de 1790 - Rochefort, 4 de julio de 1869) fue un cirujano de a bordo, naturalista, zoólogo francés.
Ingresa en la Escuela de Medicina Naval de Rochefort en 1806 (a los dieciséis años). Y al año siguiente es cirujano auxiliar de tercera clase. Comienza a servir en la corbeta Le Département des Landes y pasa, en 1810 a Le Jemmapes. En 1811, es cirujano de tercera clase y, en 1812, cirujano de segunda clase. Obtiene su doctorado en medicina en Montpellier en 1814 con una tesis titulada Epistola dominae G. de nonnulis pavoris effectibus. En 1815, actúa en el Hospital marítimo de Rochefort.
Sirve como naturalista y cirujano mayor a las órdenes de Joseph P. Gaimard (1796-1858) a bordo de la corbeta L’Uranie al comando del capitán Louis Claude de Saulces de Freycinet (1779-1842); realizando una circunnavegación comenzada el 17 de septiembre de 1817 y cambia a la La Physicienne, el 9 de noviembre de 1820. Será nombrada de nuevo en el Hospital de Rochefort, y además escribiendo un informe de la expedición. En 1821, será cirujano de primera clase. En 1824, es profesor de Anatomía en la Escuela de Medicina naval de Rochefort y es hecho en 1825, caballero de la Légion d'honneur.
Parte de nuevo a bordo de L’Astrolabe bajo la comandancia de Jules Dumont d'Urville. Su siguiente viaje por todo el mundo debutó el 25 de abril de 1826 regresando en 1829. A su retorno al Hospital de Rochefort, comienza a trabajar en un nuevo resumen. En 1830, deviene miembro corresponsal de la Academia de las Ciencias francesa. En 1835, será primer médico en jefe del Hospital marítimo de Toulon, siendo transferido a Brest en 1838.
En 1848, es hecho oficial de la Legión de Honor, y comandante en 1852. En 1848, es designado inspector general del servicio de Salud de la Marina, antes de emprender su retiro en 1858.

## Honores

### Epónimos
géneros
- Quoya Labbé, 1934
- Quoyia Gray, 1839

Especies
Animales
- Terebra quoygaimardi Cernohorsky, 1976
- Pilumnus quoyi H. Milne-Edwards, 1834
- Ischnochiton quoyanus J. Thiele, 1910

Vegetales
- (Lamiaceae) Quoya cuneta Gaudich.[3]
- (Lomariopsidaceae) Campium quoyanum Copel.[4]

- (Lomariopsidaceae) Heteronevron quoyanum Fée[5]

- (Pteridaceae) Acrostichum quoyanum Gaudich.[6]

- (Pteridaceae) Chrysodium quoyanum Ettingsh.[7]

## Abreviatura (zoología)
La abreviatura Quoy  se emplea para indicar a Jean René Constant Quoy como autoridad en la descripción y taxonomía en zoología.